# 天童市民病院
天童市民病院（てんどうしみんびょういん）は、山形県天童市駅西にある医療機関。病院の理念は、「地域医療の砦として 命の喜びと尊さを共感できる病院」。

## 施設概要
- 構造 鉄筋コンクリート造り3階建
- 敷地面積 16,860.36m2
- 建物面積 7,682.70m2

## 年表
- 1949年（昭和24年） 12月 - 天童市大字矢野目に蔵増村国民保険直営診療所として開設。
- 1955年（昭和30年） - 天童町国民健康保険直営天童病院が31床で発足。
- 1958年（昭和33年） 10月 - 天童市国民健康保険直営天童病院となる。
- 1967年（昭和42年）4月 - 天童市立天童病院と改称。
- 1981年（昭和56年） 
  - 2月 - 現在の場所である天童市駅西に新築移転。
  - 12月 - 小児科設置
- 1998年（平成10年） 10月 - 脳神経外科設置。
- 2005年（平成17年） 
  - 3月 - 新病院基本設計完成
  - 9月 - 新病院開設許可84床（一般病棟54床、療養病棟30床）。
- 2006年（平成18年） 6月 - 新病院建設工事着工。
- 2007年（平成19年） 12月 - 新病院竣工。
- 2008年（平成20年） 
  - 4月 - 天童市民病院と改称し、5科、84床 2病棟体制で新築移転開業。
  - 10月 - グランドオープン。
- 2009年（平成21年） 
  - 4月 - 整形外科外来設置。
  - 7月 - 脳ドック設置。
- 2020年
  - 2月 - 産婦人科において分娩を終了。妊婦健診のみを担う体制となる[1]。

## 診療科
- 内科
- 外科
- 産婦人科
- 小児科
- 脳神経外科
- 皮膚科外来
- 整形外科

## アクセス
- JR東日本奥羽本線天童駅下車→バス「寒河江」または「山形 (高擶経由)」行き→天童市民病院下車（所要時間約5分）
  - 徒歩でだと所要時間は約10分ほど。
- 東北中央自動車道 天童ICが最寄りのIC。
- 無料の来院者用駐車場あり。